# 皮斯科 (瓦兹河谷省)
皮斯科（法語：Piscop，法語發音：[pisko] ⓘ）是法国法兰西岛大区瓦兹河谷省的一个市镇，位于该省东部，属于萨塞勒区。

## 地理
皮斯科（49°0'44"N, 2°20'37"E）面积4.08 平方千米，位于法国法蘭西島大區瓦兹河谷省，该省份为法国北部内陆省份，北起瓦兹省，西接厄尔省，南至塞纳-圣但尼省、上塞纳省和伊夫林省，东临塞纳-马恩省。
与皮斯科接壤的市镇（或旧市镇、城区）包括：埃藏维尔、多蒙、埃库昂、蒙莫朗西、圣布里斯苏福雷。

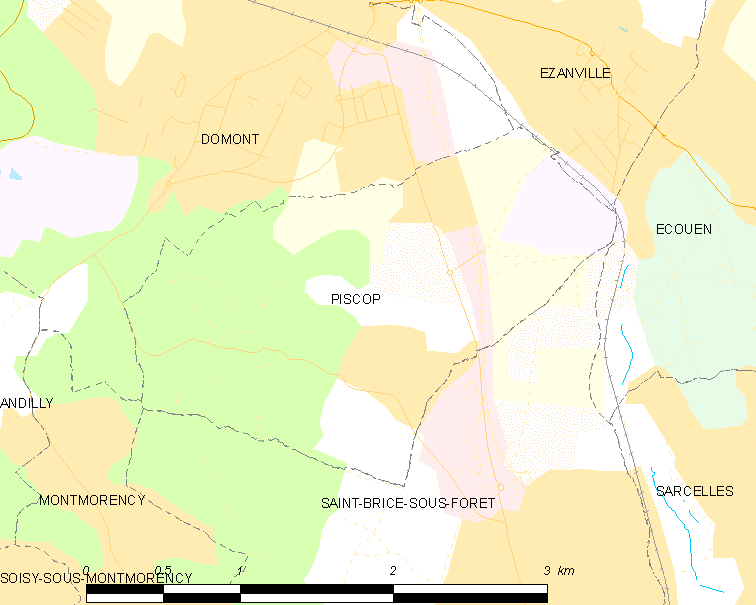
的OSM定位图

皮斯科的时区为UTC+01:00、UTC+02:00（夏令时）。

## 行政
皮斯科的邮政编码为95350，INSEE市镇编码为95489。

## 政治
皮斯科所属的省级选区为多蒙县。

## 人口

1962-2008年间人口变化图示

皮斯科于2022年1月1日时的人口数量为737人。